# Fotuto
Fotuto son las caracolas (Lobatus gigas) que se emplean para fabricar un instrumento musical de viento que se sopla desde el extremo, esta se utiliza como trompeta en regiones de Sudamérica. Sus usos más importantes son la señal de alarma o el acompañamiento en danzas.
Define Fotuto, Pedro José Ramírez Sendoya como una trompetilla de orquestas indias.
De etimología Taino-Caribe: Fotuto es un caracol que usanban los indios como trompeta. Kechua: Pututu; Trompeta hecha con la concha de los moluscos gastropodos (Lira, 777).
"Oí antes del amanecer fotutos, que eran señal de apercibimiento de la batalla" (Ordoñes, 98).
En la época precolombina se produjeron luchas tribales entre diversos grupos indígenas como los taínos y los caribes. Los taínos tenían puestos de observación en las montañas que daban al mar ubicado entre la isla de Puerto Rico y la de Vieques. De esa manera obserbavan los desembarcos caribes y avisaban con un fotuto.
En  República Dominicana, se conocen también con el nombre de fotutos a unos instrumentos aerófonos hechos con cañas de bambú. Dichos instrumentos forman parte de los grupos musicales de las ceremonias religiosas y de la música de gagá, común en los asentamientos de braceros haitianos en Santo Domingo.